# Сумах дубильный
Сума́х дуби́льный, или cума́х коже́венный или сумах итальянский (лат. Rhus coriária) — небольшое дерево или кустарник; типовой вид рода Сумах (Rhus) семейства Сумаховые (Anacardiaceae).

## Распространение и экология
В диком виде произрастает в Южной Европе, Северной Африке (Алжир, Канарские острова, Мадейра, Тенерифе), Западной и Средней Азии (Копетдаг и Западный Памиро-Алай).
Растёт в горах на высоте 700 м над уровнем моря на сухих каменистых склонах, скалах, в редких лесах и по опушкам.
Светолюбив и очень засухоустойчив. Возобновляется семенным и вегетативным путем, давая пневую поросль и образуя отводки. Переносит морозы до —20°.
Культивируется в полезащитных лесонасаждениях.

## Ботаническое описание
Небольшое, сравнительно мало ветвистое деревце или чаще кустарник 1—3 (до 5) метров высотой. Кора продолговато-морщинистая, на однолетних побегах серо-коричневая, на многолетних ветвях коричневая.
Листья 15—18 см длиной, очерёдные, непарноперистосложные, с крылатым в верхней части, шершаво-пушистым черешком, с 9—17 листочками. Листочки шершаво-пушистые, сидячие, продолговато-яйцевидные или ланцетные, крупно городчато-пильчатые, 3—5 см длиной и 2—3 см шириной, в основании округлые или широко клиновидные, на верхушке заострённые.
Цветки зеленовато-белые, в верхушечных продолговато-конических метёлках, иногда частично в небольших пазушных метёлочках, почти сидячие, однополые, тычиночные и пестичные в разных метёлках. Тычиночные цветки в редких, более длинных метёлках до 25 см длиной. Чашелистиков 5, они зеленоватые, снаружи густо волосистые и реснитчатые, округло-яйцевидные. Лепестков 5, они беловатые, яйцевидные. Пестичные цветки в более мелких плотных метёлках, до 15 см длиной, в деталях мало отличаются от мужских цветков, кроме присутствия развитой завязи с тремя рыльцами и пятью рудиментарными маленькими тычинками. Цветёт в июне — июле.
Плоды мелкие, шаровидные или почковидные, односеменные костянки, красновато-бурые от густого железистого опушения. Плоды созревают в августе — октябре.

## Химический состав
Листья, молодые ветки и кора стволов богаты дубильными веществами (13—33 %), с наибольшей концентрацией во время бутонизации. Кислая кожура плодов содержит большое количество яблочной и винной кислот, экстрактивные вещества, эфирное масло (0,01 %). В листьях преобладает галловая кислота, обнаружены метиловый эфир галловой кислоты, мирицитрин и другие флавоноиды, до 15 % танина, аскорбиновая кислота.

## Значение и применение

### В кулинарии
Сушёные, измельчённые в порошок или маринованные кислые незрелые плоды или их кожуру используют как острую приправу сумах к мясным и рыбным блюдам, особенно к шашлыкам. Листья примешивают к табаку для придания ему приятного запаха.
Пряность, изготовляемая из сумаха, является одним из самых сильных антиоксидантов, употребляемых в пищу.

### В медицине
Молодые ветви и листья, собранные до образования зелёных плодов, являются важным сырьём для  медицинского танина и галловой кислоты.
В качестве лекарственного сырья используют лист сумаха дубильного (лат. Folium Rhois coriariae), который собирают в течение лета (июнь — август) и высушивают на вентилируемых чердаках, под навесами или в сушилках при 40—45 °С.
Листья употребляли в народной медицине и народной ветеринарии при отравлении солями тяжёлых металлов и алкалоидами, как ранозаживляющее, вяжущее, противоожоговое и противовоспалительное средство.

### В культуре
Сумах является декоративной породой, разводимой на юге в садах и парках. Культура его менее освоена, чем культура скумпии, и не может идти так далеко на север. В основном может разводиться в виде плантаций, в горно-мелиоративных культурах на Кавказе, в Крыму и Средней Азии, в последнем случае с предварительной террасировкой горных склонов или с посадкой в лунки и кармашки. Посадочный материал — однолетние сеянцы, выращиваемые в питомниках на орошаемых землях. Эксплуатация, как и для скумпии, заключается в срезке концов побегов с листьями, сушке и обмолачивании сухого листа и сборе его в мешки для исследующей отправки на заводы.

### Прочее
Сумах дубильный культивируют как танидонос.
Используется для озеленения, облесения и укрепления крутых каменистых склонов. Заросли его имеют противоэрозионное значение.

## Болезни и вредители

### Патогенные грибы
На сумахе дубильном встречается сумчатый гриб Taphrina purpurascens, вызывающий покраснение и деформацию листьев.

## Таксономия
Rhus coriaria L. Sp. Pl. 265 1753.
Синоним
Toxicodendron coriaria (L.) Kuntze Revis. Gen. Pl. 1: 153 1891.
|  |                                      |  |                                                             |                                                             |                     |  | ещё 8 семейств (согласно Системе APG II) | ещё 8 семейств (согласно Системе APG II) |                     |  |  |  | ещё от 150 до 250 видов |
|  |                                      |  |                                                             |                                                             |                     |  | ещё 8 семейств (согласно Системе APG II) | ещё 8 семейств (согласно Системе APG II) |                     |  |  |  | ещё от 150 до 250 видов |
|  |                                      |  |                                                             | порядок Сапиндоцветные                                      |                     |  |                                          |                                          | род Сумах           |  |  |  |                         |
|  |                                      |  |                                                             | порядок Сапиндоцветные                                      |                     |  |                                          |                                          | род Сумах           |  |  |  |                         |
|  | отдел Цветковые, или Покрытосеменные |  |                                                             |                                                             | семейство Сумаховые |  |                                          |                                          | вид Сумах дубильный |  |  |  |                         |
|  | отдел Цветковые, или Покрытосеменные |  |                                                             |                                                             | семейство Сумаховые |  |                                          |                                          |                     |  |  |  |                         |
|  |                                      |  | ещё 44 порядка цветковых растений (согласно Системе APG II) | ещё 44 порядка цветковых растений (согласно Системе APG II) |                     |  |                                          | ещё 81 род                               | ещё 81 род          |  |  |  |                         |
|  |                                      |  |                                                             | ещё 44 порядка цветковых растений (согласно Системе APG II) |                     |  |                                          |                                          | ещё 81 род          |  |  |  |                         |